# ラーカー
ラーカー（Lakha, 生年不詳 - 1421年）は、北インドのラージャスターン地方、メーワール王国の君主（在位：1382年 - 1421年）。ラクシュ・シングとも呼ばれる。

## 生涯
メーワール王国の君主ケーターの息子として誕生した。
1382年、父ケーターが死亡したことにより、王位を継承した。
1421年、ラーカーはチットールガルで死亡し、息子のモーカルが王位を継承した。